# Maki Ohguro Live Bomb!! Level.6 15th Anniversary Super Final in パシフィコ横浜 〜My Music My Life〜
『Maki Ohguro Live Bomb!! Level.6 15th Anniversary Super Final in パシフィコ横浜 〜My Music My Life〜』（マキ・オーグロ・ライブ・ボム!!レベルシックス フィフティーンス・アニバーサリー・スーパー・ファイナル・イン・パシフィコよこはま マイ・ミュージック・マイ・ライフ）は、大黒摩季が発売した映像作品。

## 概要
2008年2月から全国21ヶ所で行われた15周年記念LIVEツアーから、ファイナルとなった5月17日・パシフィコ横浜での公演の模様を完全収録。

## 収録曲
1. OPENING
2. 失意のオーロラ
3. Cyber Love
4. メドレー
5. 虹ヲコエテ
6. 最良の日
7. ふたり
8. POSITIVE SPIRAL
9. コレデイイノ?!
10. テノナルホウヘ
11. 熱くなれ
12. いちばん近くにいてね
13. アイデンティティ
14. ENCORE::Make A Wish
15. ENCORE::ら・ら・ら
16. ENCORE::言えなかった「ありがとう」
17. ENCORE::START LINE